# Bertha-Krupp-Realschule
Die Bertha-Krupp-Realschule ist eine als Europaschule zertifizierte Realschule im Essener Stadtteil Frohnhausen. Sie bietet einen bilingualen Zweig mit englischer Sprache an.

## Bertha-Krupp-Realschule und ihre Schwerpunkte

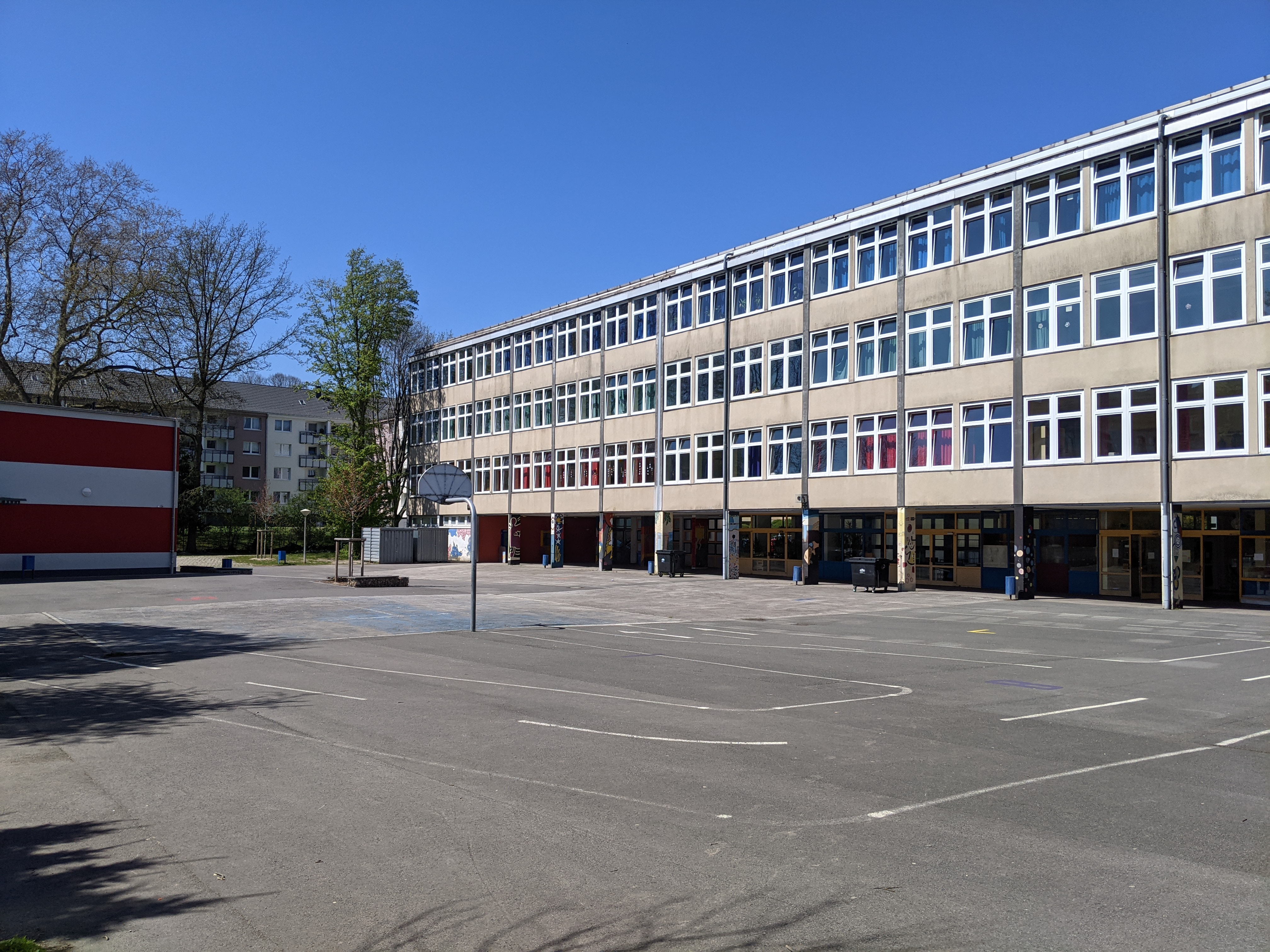
Schulhof

Seit dem Schuljahr 1991/92 wird bilingualer Unterricht mit englischer Sprache angeboten. So erhielt die Bertha-Krupp-Realschule im Oktober 2007 das Zertifikat als Europaschule. Danach zeichnete das Ministerium für Schule und Weiterbildung des Landes Nordrhein-Westfalen am 7. April 2008 die Bertha-Krupp-Realschule mit dem Gütesiegel Individuelle Förderung aus.
Dazu nimmt die Schule am EU-Programm Erasmus + teil. Hier liegen Projekt-Partnerschaften zwischen Schulen in Spanien, Frankreich und Schweden sowie der Bertha-Krupp-Realschule in Deutschland zugrunde. 

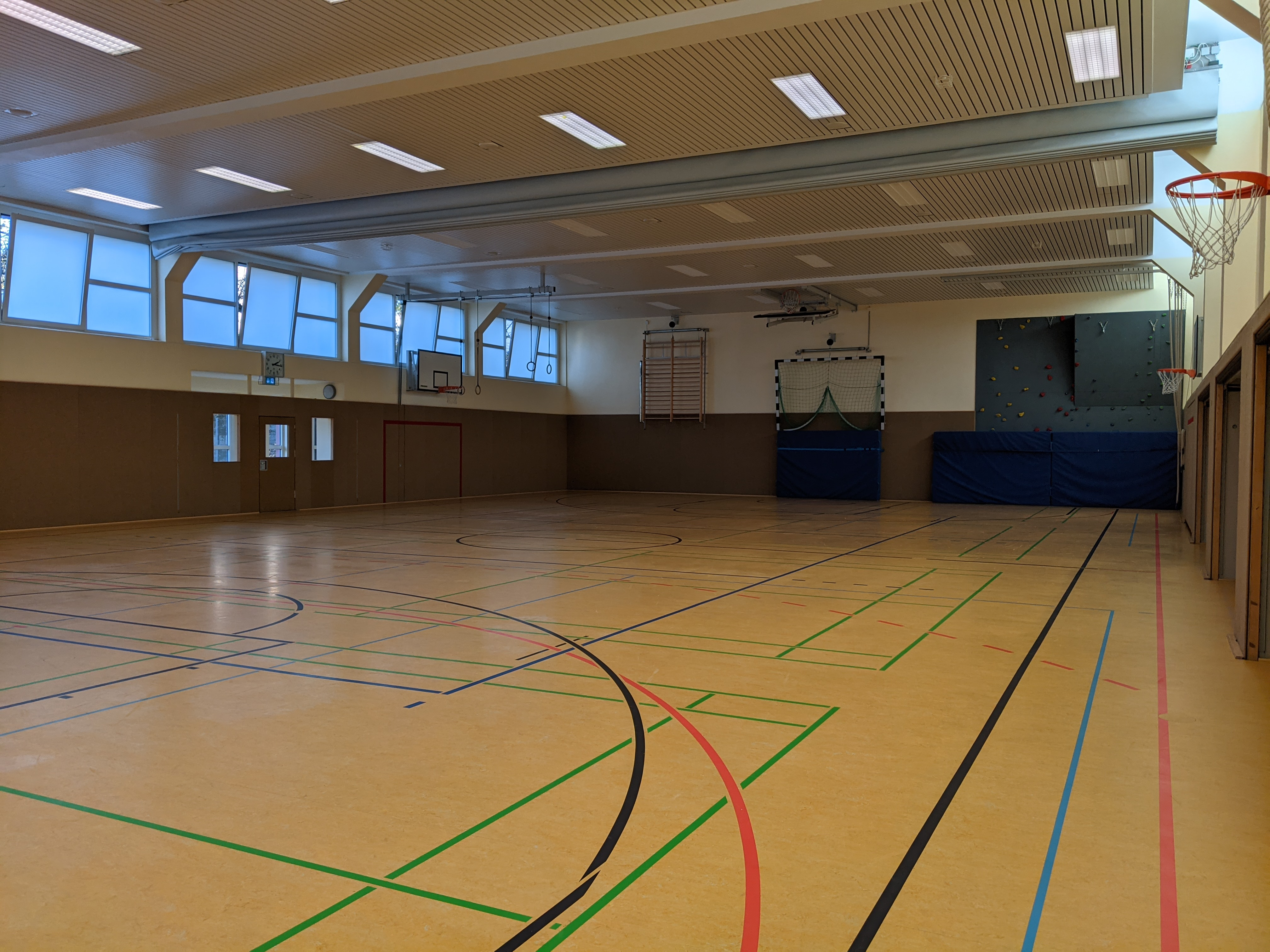
Turnhalle mit Kletterwand

Die Bertha-Krupp-Realschule bietet in Zusammenarbeit mit der Caritas-SkF-Essen gGmbH eine Nachmittagsbetreuung für die Jahrgangsstufen 5 und 6 an. Dabei erhalten die Schülerinnen und Schüler unter anderem Unterstützung bei den Hausaufgaben.
Im Jahr 2012 wurde das gesamte Schulgebäude einer umfassenden Fassadensanierung unterzogen, bei der eine hinterlüftete Faserzementkonstruktion sowie eine neue Farbgestaltung zum Einsatz kamen. Zeitgleich musste die Sporthalle aufgrund eines Wasserschadens inklusive Decken- und Bodenerneuerung energetisch und brandschutztechnisch saniert werden. Nach eineinhalb Jahren Bauzeit konnte sie pünktlich zum Schuljahresbeginn im Sommer 2012 wieder in Betrieb genommen werden. Der Eingangsbereich der darüberliegenden Aula wurde in Folge ebenfalls saniert.

Im Jahr 2022 folgte die Kernsanierung des Lehrerzimmers. Außerdem wurden mehrere Flure und Klassenzimmer neu gestrichen.

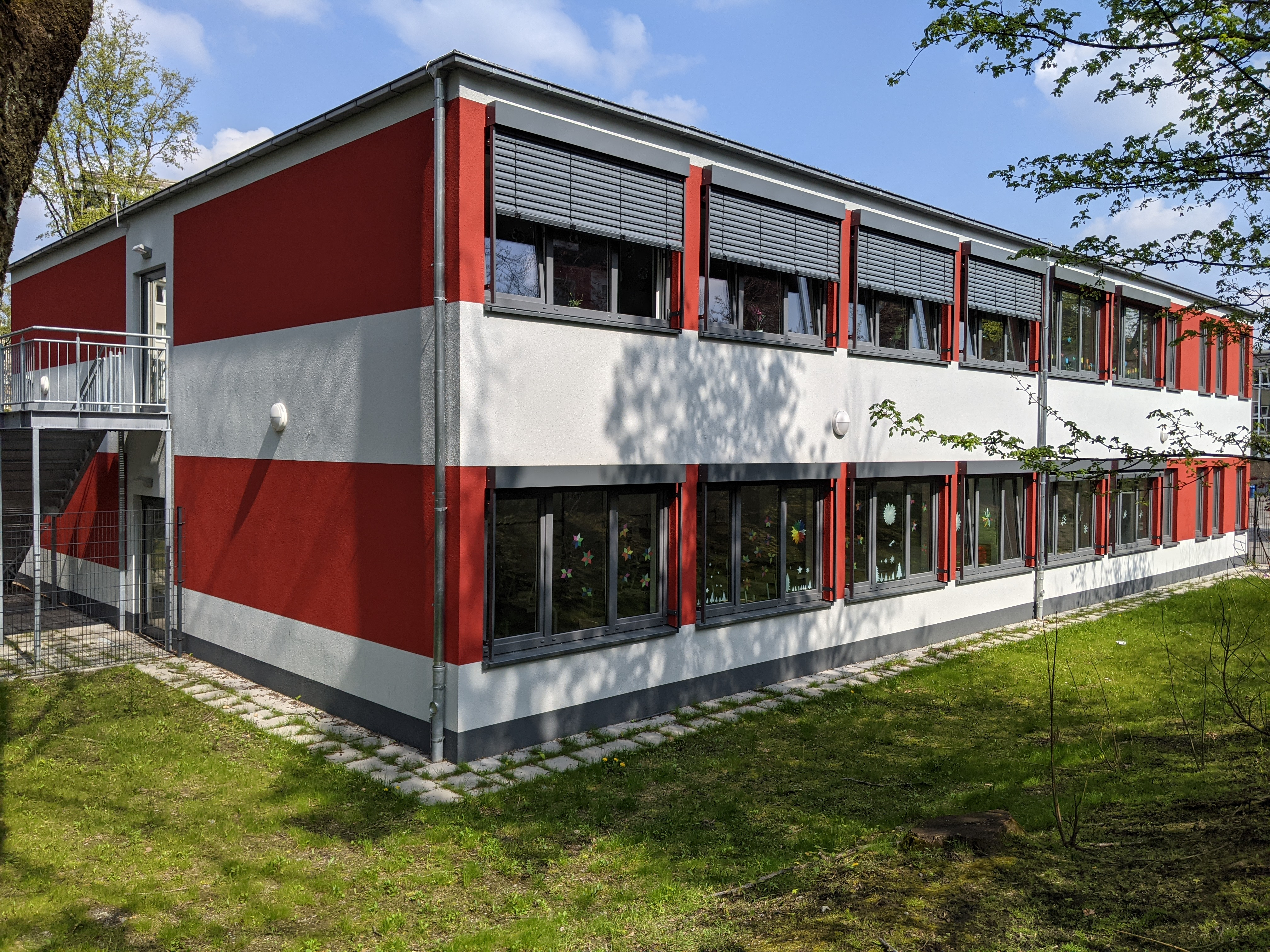
Erweiterungs-Neubau

Aufgrund der gestiegenen Schülerzahlen hat die Stadt Essen nach nur drei Monaten Bauzeit ein Erweiterungs-Neubau mit vier Klassenräumen und zwei Differenzierungsräumen realisiert.
Die Bertha-Krupp-Realschule wird von der Alfried Krupp von Bohlen und Halbach-Stiftung unterstützt, die unter anderem vierwöchige Auslandsberufspraktika an die Schüler vergibt. Einige private Unternehmen treten ebenfalls als Sponsoren der Schule auf.

## Geschichte

### Standortgeschichte

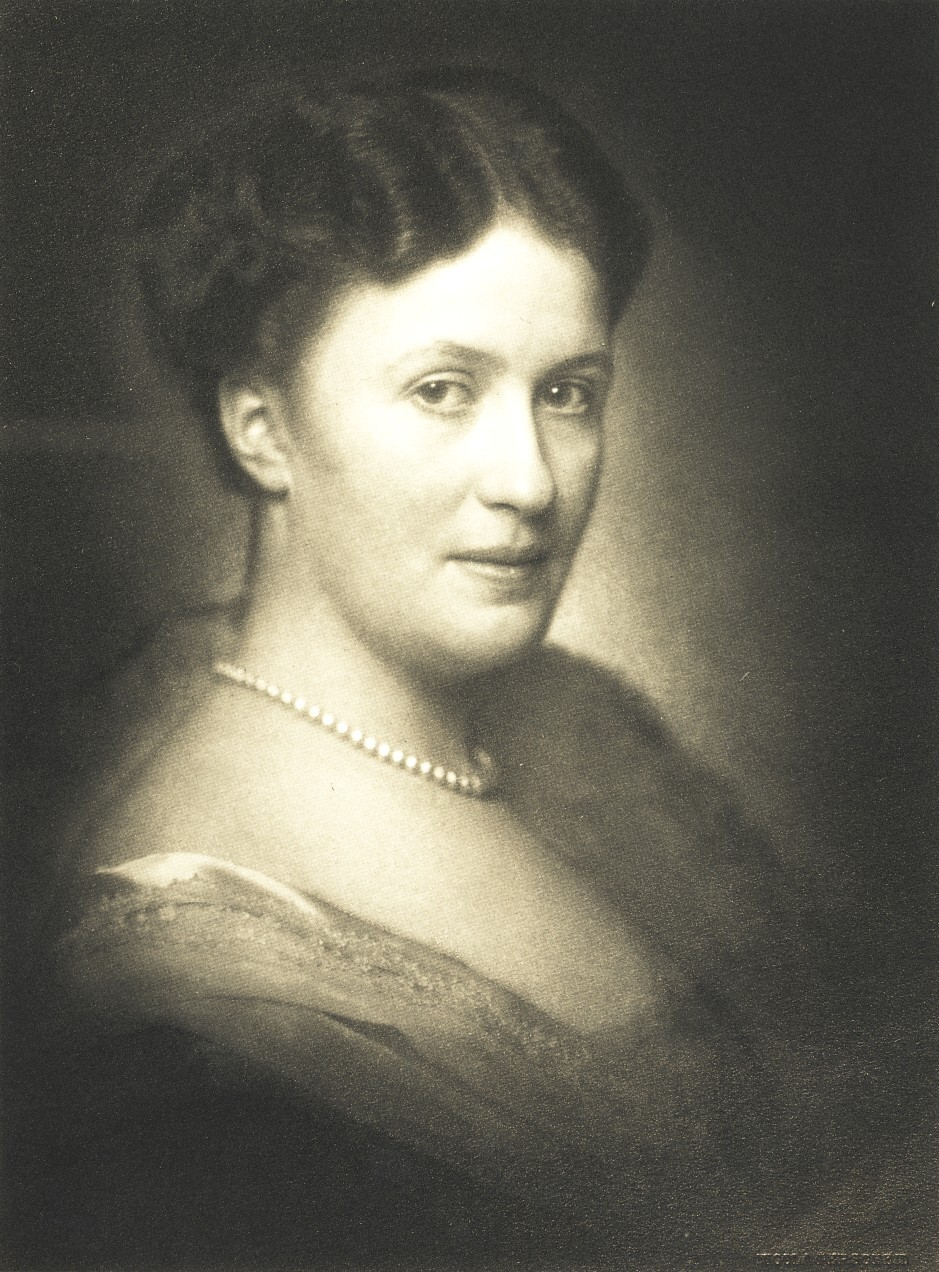
Namensgeberin Bertha Krupp

An der Stelle, wo sich heute der Schulhof der Bertha-Krupp-Realschule befindet, wird 1685 erstmals urkundlich eine Schule genannt, die auf Initiative und mit Einwilligung der Essener Fürstäbtissin Anna Salome von Salm-Reifferscheidt entstehen konnte. Diese katholische Bekenntnisschule lag im Schnittpunkt der drei damaligen Dörfer und heutigen Essener Stadtteile Frohnhausen, Altendorf und Holsterhausen, damals am Nölkesbusch. Es war die einzige Schule für diese drei noch ländlichen Dörfer, der sogenannten Dreibauernschaft. Anfang des 19. Jahrhunderts musste der Unterricht in diesem Gebäude wegen Baufälligkeit aufgegeben werden. Ein Schulneubau entstand 1813 unweit südwestlich, dort wo sich heute die Turnhalle des Alfred-Krupp-Gymnasiums befindet. Da nun die Zeit der Industrialisierung Einzug hielt, und damit immer mehr Arbeiter für den aufstrebenden Steinkohlenbergbau und die benachbarte Krupp-Gussstahlfabrik einwanderten, entstanden weitere Schulen in den drei rasch wachsenden Siedlungen, die seit 1874 zusammen die Bürgermeisterei Altendorf bildeten und 1901 zur Stadt Essen eingemeindet wurden.

### Heutige Schule
Der Ursprung der heutigen Bertha-Krupp-Schule liegt in einer selbstständigen Mädchenrealschule an der Altendorfer Straße in Essen, die im Jahr 1927 gegründet wurde.
1961 wurde das derzeitige Schulgebäude an der Kerckhoffstraße, auf einem von der Friedrich Krupp AG zur Verfügung gestellten Grundstück, zunächst als Mädchenrealschule eröffnet. Da sich die Schule in einem stark von Krupp geprägten Stadtteil befindet, erhielt sie den Namen eines bedeutenden Mitglieds der Industriellenfamilie Krupp: Bertha Krupp war die älteste Tochter des ehemaligen Firmeninhabers Friedrich Alfred Krupp und seiner Ehefrau Margarethe und wurde nach dem Tod ihres Vaters Alleinerbin. Sie heiratete Gustav von Bohlen und Halbach, der fortan den Namen Krupp von Bohlen und Halbach führte und später Aufsichtsratsvorsitzender der Friedrich Krupp AG wurde.
Die Schule durchlief im Laufe ihrer Geschichte mehrere Veränderungen:
- 1921 entstand in Essen-West eine Knaben- und Mädchenschule.
- 1926 erfolgte die Trennung in eine Knaben- und eine Mädchen-Mittelschule.
- Während des Zweiten Weltkriegs wurde ein Großteil der Schülerinnen und Schüler evakuiert; 1943 waren alle Klassen in Füssen bzw. Schwangau untergebracht.
- Am 6. Oktober 1960 wurde das Richtfest der Mädchen-Realschule Essen-West gefeiert, im August 1961 fand der Umzug statt.
- Am 14. November 1961 wurde die Realschule offiziell übergeben. Zu den Ehrengästen zählten Alfried Krupp, die Herren Berthold und Harald von Bohlen und Halbach, Frau von Wilmowsky sowie Berthold Beitz. In diesem Rahmen erhielt die Schule den Namen „Bertha-Krupp-Schule“.
- Seit 1972 findet an der Schule Koedukation statt; sie trägt seitdem den offiziellen Namen „Bertha-Krupp-Schule, Realschule für Jungen und Mädchen“.